# Euteriusz z Tyany
Euteriusz z Tyany - wczesnochrześcijański teolog i pisarz.
Był zwolennikiem Nestoriusza. Za swoje poglądy został ekskomunikowany przez Sobór efeski w 431. W 434 został skazany na wygnanie.
Z jego pism zachowała się w oryginale Odpowiedź na poglądy niektórych (Confutationes quarumdam propositionum). Posiadamy także pięć Listów jego autorstwa w przekładzie łacińskim.